# Mark Szücs
Mark Szücs (* 4. November 1976 in Toronto, Ontario) ist ein ehemaliger kanadisch-österreichischer Eishockeyspieler und jetziger -trainer, der die meiste Zeit seiner Karriere bei den Black Wings Linz in der Österreichischen Eishockey-Liga spielte und ebendort seit 2010 als Co-Trainer unter Vertrag steht.

## Karriere
Der Sohn einer gebürtigen Wienerin und eines Ungarn, die nach Kanada auswanderten, stand schon mit zwei Jahren auf dem Eis. Mit dreieinhalb hatte er schon eine gute Technik entwickelt und für seine Mutter war es zunehmend schwieriger, ihren Sohn vom Eis zu holen. Szücs selbst sagte einmal, dass er vor der Schule, nach der Schule, eigentlich immer am Eis stand.
Im Alter von 18 Jahren begann er 1995 seine professionelle Eishockey-Karriere am Union College in Schenectady, New York und spielte somit in der ECAC Hockey-Division. Ein Jahr darauf begann er zusätzlich, Kinder im Sommer in einer Eishockeyschule zu trainieren. Nach vier Spielzeiten wechselte er 1999 nach Österreich und spielte eine Saison für die VEU Feldkirch. Nachdem diese 2000 in Konkurs gegangen war, wechselte er mit seinen Teamkameraden Rick Nasheim, Philipp Lukas, Christian Perthaler und Markus Peintner zu den Black Wings Linz, wo er das erste Bundesligator des Vereins erzielen konnte. Ferner gelang ihm in der Saison 2002/03, in der die Black Wings zum ersten Mal österreichischer Meister wurden, das Game Winning Goal gegen den EC VSV zum Meisterschaftsgewinn. Bei den Black Wings beendete er 2010 seine Karriere als aktiver Spieler.
Mark Szücs hat seit seiner Geburt eine Doppelstaatsbürgerschaft (Kanada, Österreich) und darf somit auch für das österreichische Nationalteam stürmen. So stand er zwischen 2002 und 2006 bei vier Weltmeisterschaften im Kader des Team Austria.
Nach der Saison 2009/10 gab der EHC Liwest Black Wings Linz bekannt, dass Szücs als Nachfolger von Rick Nasheim den Posten als Co-Trainer übernehmen wird. In der Saison 2011/12 wurde er in der Stahlstadt nach 2003 als Spieler auch als Co-Trainer österreichischer Meister.

## Erfolge und Auszeichnungen
- 2003 Österreichischer Meister mit dem EHC Linz
- 2006 Aufstieg in die Top Division bei der Weltmeisterschaft der Division I

## Karrierestatistik
(Legende zur Spielerstatistik: Sp oder GP = absolvierte Spiele; T oder G = erzielte Tore; V oder A = erzielte Assists; Pkt oder Pts = erzielte Scorerpunkte; SM oder PIM = erhaltene Strafminuten; +/− = Plus/Minus-Bilanz; PP = erzielte Überzahltore; SH = erzielte Unterzahltore; GW = erzielte Siegtore; 1 Play-downs/Relegation; Kursiv: Statistik nicht vollständig)